# Cincocaină
Cincocaina sau dibucaina este un anestezic local din categoria amidelor, fiind unul dintre cele mai potente și toxice dintre anestezicele locale cu acțiune de durată lungă. Este utilizată în asociere cu glucocorticoizi în preparate de uz rectal.

## Utilizări medicale
- Anestezie locală de suprafață[11]
- Anestezie spinală[11]
- Ameliorarea durerii în hemoroizi, fisuri anale, proctite, în asociere cu glucocorticoizi[12][13]

## Reacții adverse
Poate induce reacții alergice.